# Il suicidio (Manet)
Il suicidio (Le suicidé) è un dipinto di Édouard Manet, realizzato probabilmente tra il 1877 e il 1881 e attualmente conservato alla Collezione Bührle di Zurigo.
Le suicidé è sempre stato considerato un quadro a sé, tra i meno conosciuti della produzione di Manet e poco considerato anche dagli storici dell’arte, che non sono mai riusciti a trovargli una collocazione precisa nel percorso artistico del pittore proprio perché rappresentante un unicum.

## Storia
La datazione del dipinto è incerta: alcuni storici dell'arte hanno posto come possibile data d'inizio del dipinto il 1877, ma ciò che è certo è che nel 1881 Manet concluse ufficialmente la sua opera. Infatti, proprio in quell'anno Manet vendette il dipinto ad un'asta organizzata dal pittore Pierre Franc-Lamy per il compositore Ernest Cabaner, morente. Ad aggiudicarsi il dipinto fu dapprima Paul Durand-Ruel, che poi lo donò a Auguste Pellerin che a sua volta lo affidò al barone Hatvany, finché l'opera non venne inserita nel 1948 nella Collezione Bührle a Zurigo, in Svizzera, dov'è ubicata tuttora.
Manet morì poco dopo aver terminato e venduto Il suicidio, ovvero nel 1883, dopo due anni di atroci sofferenze causate da un'atassia locomotiva che lo portò all'amputazione della gamba sinistra in gangrena. È interessante notare come Manet avesse iniziato a percepire dolori lancinanti proprio nel 1880, mentre stava dipingendo quest'opera, e per tale motivo alcuni storici dell'arte hanno successivamente supposto che l'agonia provata dal pittore e il tema del dipinto possano essere collegati. Ciò che è certo è che Le suicidé fu una delle ultime opere realizzate da Manet.

## Descrizione
La scena del dipinto è di per sé molto semplice: mostra un uomo in abiti eleganti che giace esanime su un letto, dopo essersi appena suicidato, come testimonia la pistola che ancora stringe tra le mani.

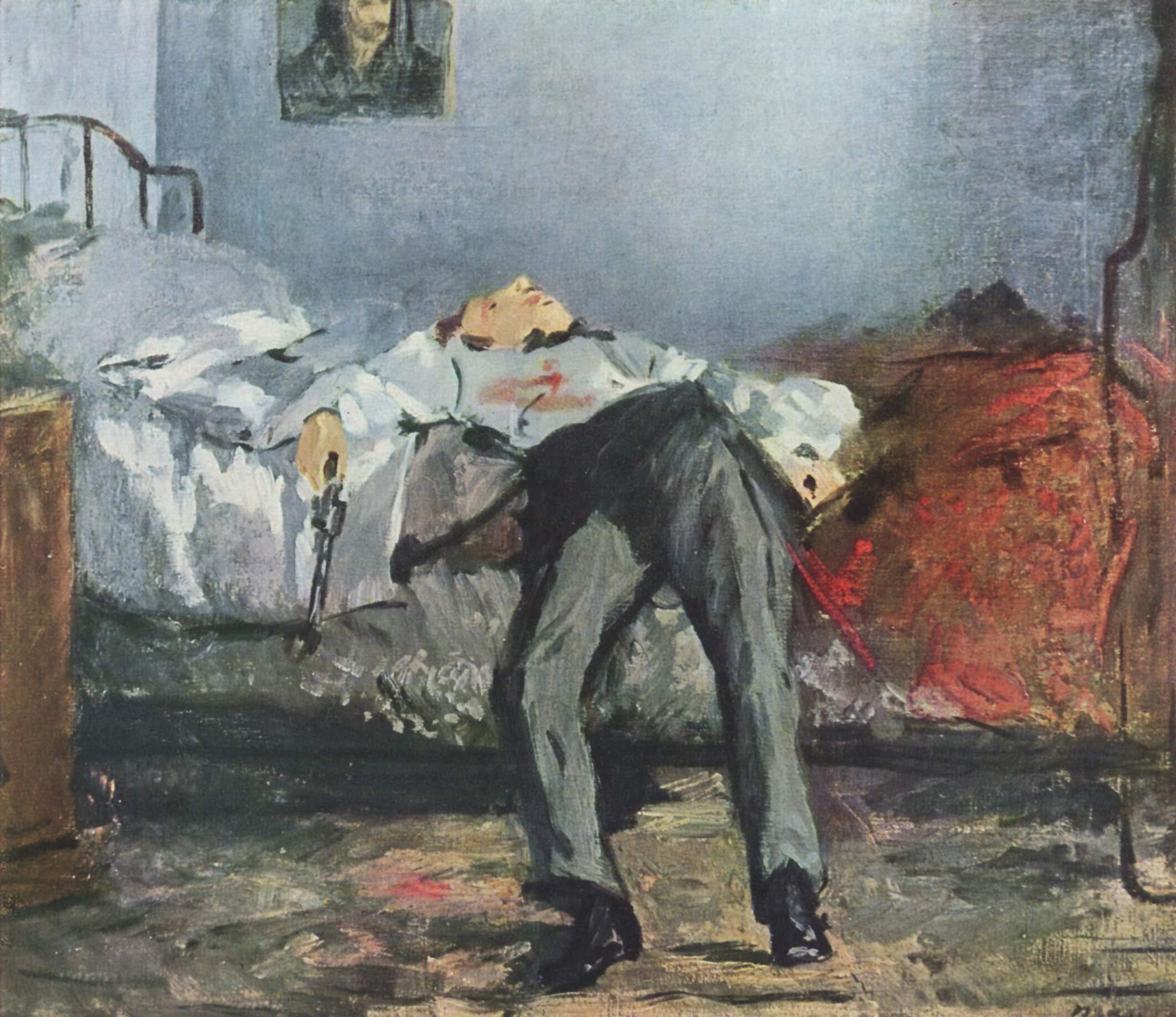
Il dipinto fotografato nel 1948

La natura prettamente cupa dell'opera risiede nei dettagli raccapriccianti posti a margine: la vasta pozza di sangue ai piedi del letto, il candore della camicia del protagonista insozzato di sangue, la giacca dello smoking sparsa sul pavimento e la mano morta appesantita dalla pistola. La bocca del protagonista è spalancata e non sembra tanto che stia esalando l'ultimo respiro, ma piuttosto che stia ancora respirando a fatica: ciò rappresenta un dettaglio allarmante, che suggerisce che l'uomo potrebbe non essere riuscito completamente ad uccidersi, e che quindi sia ora bloccato in un limbo di angoscia e agonia. Attraverso le pennellate casuali e la posizione contorta della vittima, Manet accentua la natura incerta di quell'atto autolesionistico, costringendo lo spettatore a riflettere sulle circostanze che possono spingere qualsiasi persona ad auto-annientarsi.
È interessante notare come, pur essendo spesso associato al movimento dell'Impressionismo, Édouard Manet abbia realizzato la scena con eccezionale realismo, che ne Il suicidio si traduce nella rappresentazione estremamente cruda e asciutta del soggetto.
La ragione per cui Manet scelse un soggetto come il suicidio è sconosciuta, così come il protagonista del dipinto. Per quanto riguarda il soggetto, alcuni studiosi hanno supposto che questi possa trattarsi dell'assistente di Manet Alexandre, che si era suicidato nello studio del pittore più di un decennio prima. Altri credono invece che Manet potrebbe aver scelto di ritrarre un suicidio dopo essere stato ispirato da un articolo che aveva letto, pubblicato dallo scrittore Émile Zola nel 1866, e in cui si parlava di un artista, Jules Holzapffel, morto suicida nel 1866.
Per quanto la raffigurazione, probabilmente la scelta di un tema come il suicidio è da ricollegare al continuo desiderio di Manet di rompere gli schemi della tradizione accademica, che imponeva che venisse rappresentato solo il suicidio di personaggi storici importanti, per esaltarne il sacrificio e l'eroismo. Basti pensare ad una delle opere più celebri del pittore Jacques-Louis David, ovvero Morte di Socrate (1787), in cui l'illustre protagonista sta per compiere l'atto di uccidersi e divenire perciò un eroico "martire" della democrazia ateniese. Édouard Manet aveva intenzione di abbandonare tutto questo, e di conseguenza divenne il primo rappresentare un personaggio del tutto comune, spoglio di qualsiasi idealizzazione o eroismo, nell'atto di togliersi la vita. Questa scelta di allontanamento dalla tradizione sarebbe stata notevolmente contestata dai contemporanei di Manet, sia artisti che spettatori.

## Critica
Lo scrittore di inizio '900 Adolphe Tabarant definì il dipinto un "incidente di tavolozza". Per altri critici, ne Il suicidio Manet "voleva rendere quel protagonista una rivisitazione moderna della passione di Cristo, trasformando così il soggetto in un Gesù ottocentesco". Come avrebbe detto lo scrittore e critico francese Georges Bataille nella sua opera Manet, il dipinto "manifesta chiaramente [...] il desiderio di negare - o superare - l'orrore e di ridurlo all'ingenuità della luce".
L'asciutta brutalità grafica raffigurata ne Il suicidio ha portato l'opera ad essere descritta dagli storici dell'arte contemporanei come "l'immagine di morte più cupa e realistica che Manet abbia mai creato".